# Macy's Herald Square
Macy's Herald Square (llamado originalmente R. H. Macy and Company Store) es la tienda insignia de la cadena de grandes almacenes Macy's, situada en Herald Square en Manhattan, Nueva York. Los 230 000 m² del edificio, incluidos 116 000 m² de espacio comercial, lo hacen los grandes almacenes más grandes de los Estados Unidos y uno de los mayores del mundo.
El edificio de Macy's fue completado en 1902 después de que la tienda hubiera ocupado varias ubicaciones previas en Nueva York. El edificio fue añadido al Registro Nacional de Lugares Históricos y designado Hito Histórico Nacional en 1978.

## Historia

### Anteriores ubicaciones

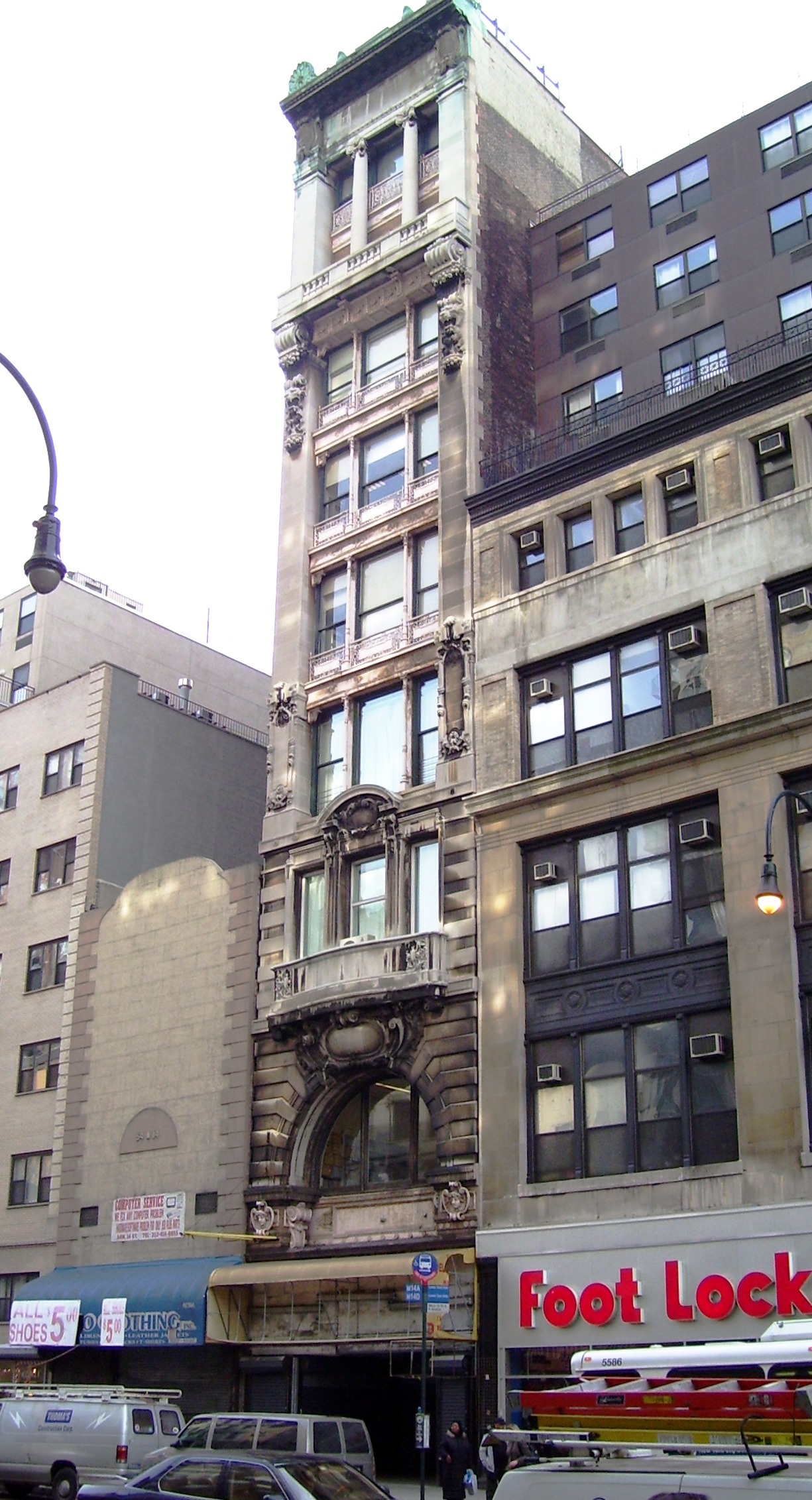
Un edificio anterior de Macy's, que data de 1894, en el 56 de la calle 14 Oeste, designado monumento de Nueva York en 2012.

Macy's fue fundada por Rowland Hussey Macy, quien entre 1843 y 1855 abrió cuatro tiendas de dry goods, incluida la tienda original de Macy's en el centro de Haverhill (Massachusetts), fundada en 1851 para servir a los trabajadores de la industria molinera de la zona. Todas ellas fracasaron, pero aprendió de sus errores. En 1858 se trasladó a Nueva York y fundó una nueva tienda llamada «R.H. Macy Dry Goods» en la esquina de la Sexta Avenida con la calle 14. En el primer día de funcionamiento de la tienda, el 28 de octubre de 1858, las ventas totalizaron 11,08 $, equivalentes a 389,48 $ en la actualidad. Desde sus inicios, el logo de Macy's ha incluido una estrella de una forma u otra, basada en un tatuaje rojo con forma de estrella que Macy se hizo de adolescente cuando trabajaba en un barco ballenero de Nantucket.
A medida que creció su negocio, Macy's se expandió a los edificios contiguos, abriendo más tiendas, y usaba dispositivos publicitarios como un Papá Noel, exposiciones temáticas y escaparates iluminados para atraer a los clientes. Posteriormente la tienda se trasladó a la calle 18 y Broadway, en la Ladies' Mile, la zona comercial de élite de la época, donde permaneció durante casi cuarenta años.
En 1875, Macy se asoció con Robert M. Valentine (1850–1879), un sobrino; y Abiel T. La Forge (1842–1878) de Wisconsin, el marido de una prima. Macy murió solo dos años después, en 1877, de la enfermedad de Bright. El año siguiente murió La Forge y Valentine murió en 1879. La propiedad de la empresa se trasmitió a través de la familia Macy hasta 1895, cuando la empresa, entonces llamada R. H. Macy & Co., fue adquirida por Isidor Straus y su hermano Nathan Straus, que habían obtenido previamente una licencia para vender porcelana y otros bienes en la tienda de Macy's.

### Traslado

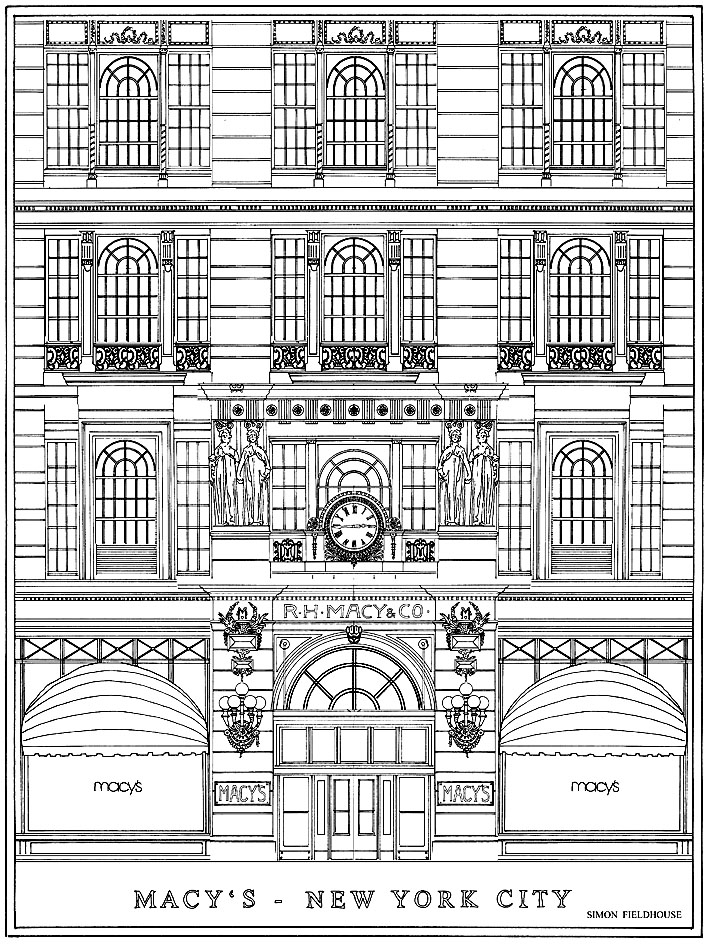
La entrada de Macy's.

En 1902, la tienda insignia de Macy's se trasladó al norte a Herald Square en la calle 34 y Broadway, tan lejos de las otras tiendas de dry goods que tuvo que ofrecer un trenecillo de vapor para transportar a los clientes de la calle 14 a la calle 34. Aunque la tienda de Herald Square inicialmente se componía de un solo edificio, se expandió mediante nuevas construcciones, ocupando eventualmente casi toda la manzana rodeada por la Séptima Avenida al oeste, Broadway al este, la calle 34 al sur y la calle 35 al norte, con la excepción de un pequeño edificio preexistente en la esquina de la calle 35 con la Séptima Avenida y otro en la esquina de la calle 34 con Broadway. Robert H. Smith adquirió en 1900 este último edificio, de cinco plantas, por 375 000 $ (equivalentes a 13700000 $ en la actualidad) con la idea de evitar que Macy's se convirtiera en la tienda más grande del mundo. Se cree que Smith, que era un vecino de la tienda de Macy's e la calle 14, estaba actuando en nombre de Siegel-Cooper, que en 1896 había construido la que consideraba la tienda más grande del mundo en la Sexta Avenida. Macy's ignoraba la táctica, y simplemente construyó alrededor del edificio, que actualmente lleva el rótulo de Macy's con forma de «bolsa de la compra» por contrato de arrendamiento. Ese edificio recibió el nombre de «esquina del millón de dólares» (en inglés: Million Dollar Corner) cuando fue finalmente vendido por la entonces cifra récord de un millón de dólares el 6 de diciembre de 1911.
La tienda original de Broadway fue diseñada entre 1901 y 1902 por los arquitectos Theodore de Lemos y A. W. Cordes mediante su estudio de arquitectura De Lemos & Cordes y fue construida por la Fuller Company. Tiene una fachada palladiana, pero muchos de sus detalles han sido modificados. En 1924 y 1928 se completaron otras nuevas construcciones hacia el oeste; y en 1931, el edificio de la Séptima Avenida, todos ellos diseñados por el arquitecto Robert D. Kohn. Estos nuevos edificios tenían un estilo cada vez más inclinado hacia el art déco. La tienda tiene varias escaleras mecánicas de madera todavía en funcionamiento.

### Renovaciones

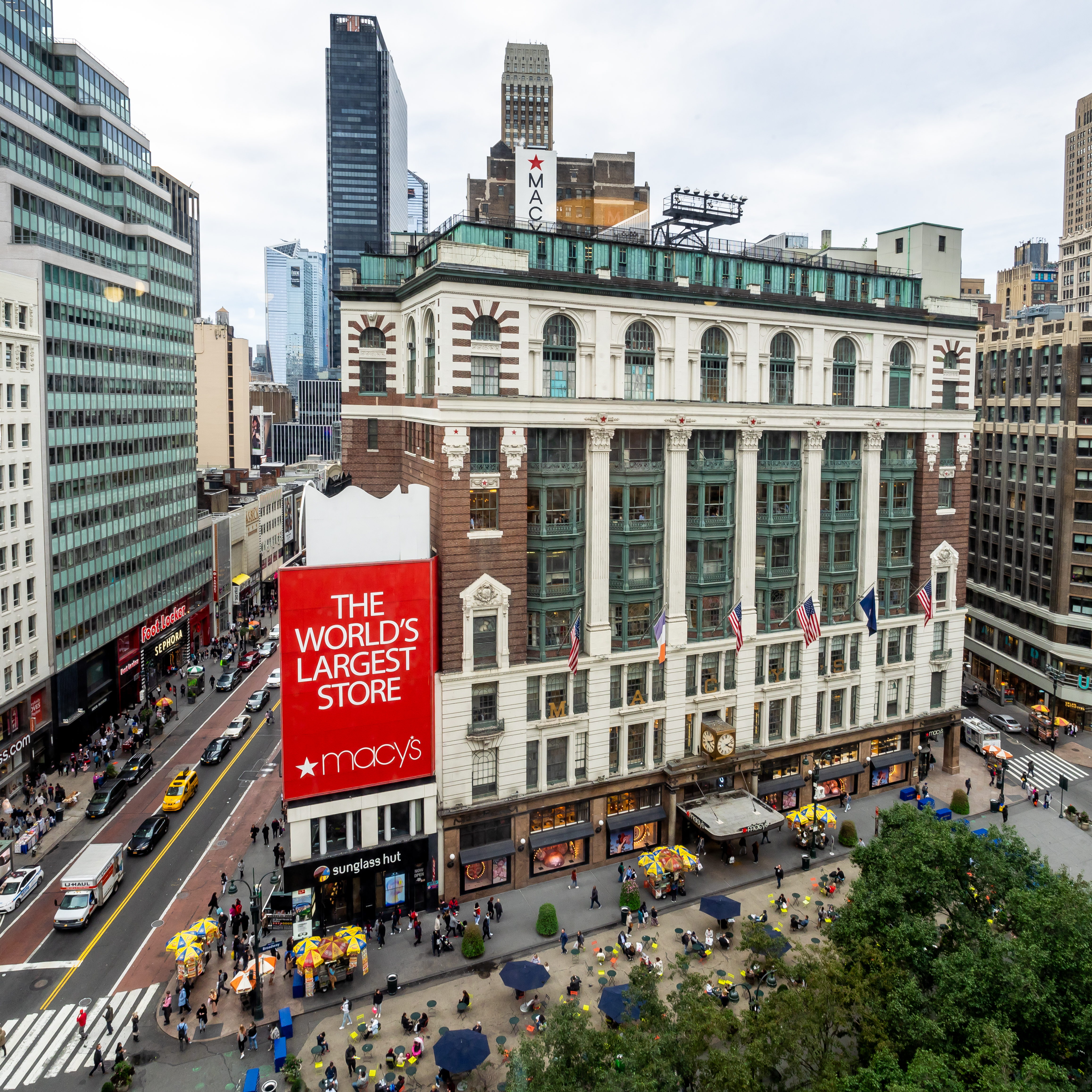
El edificio en 2018.

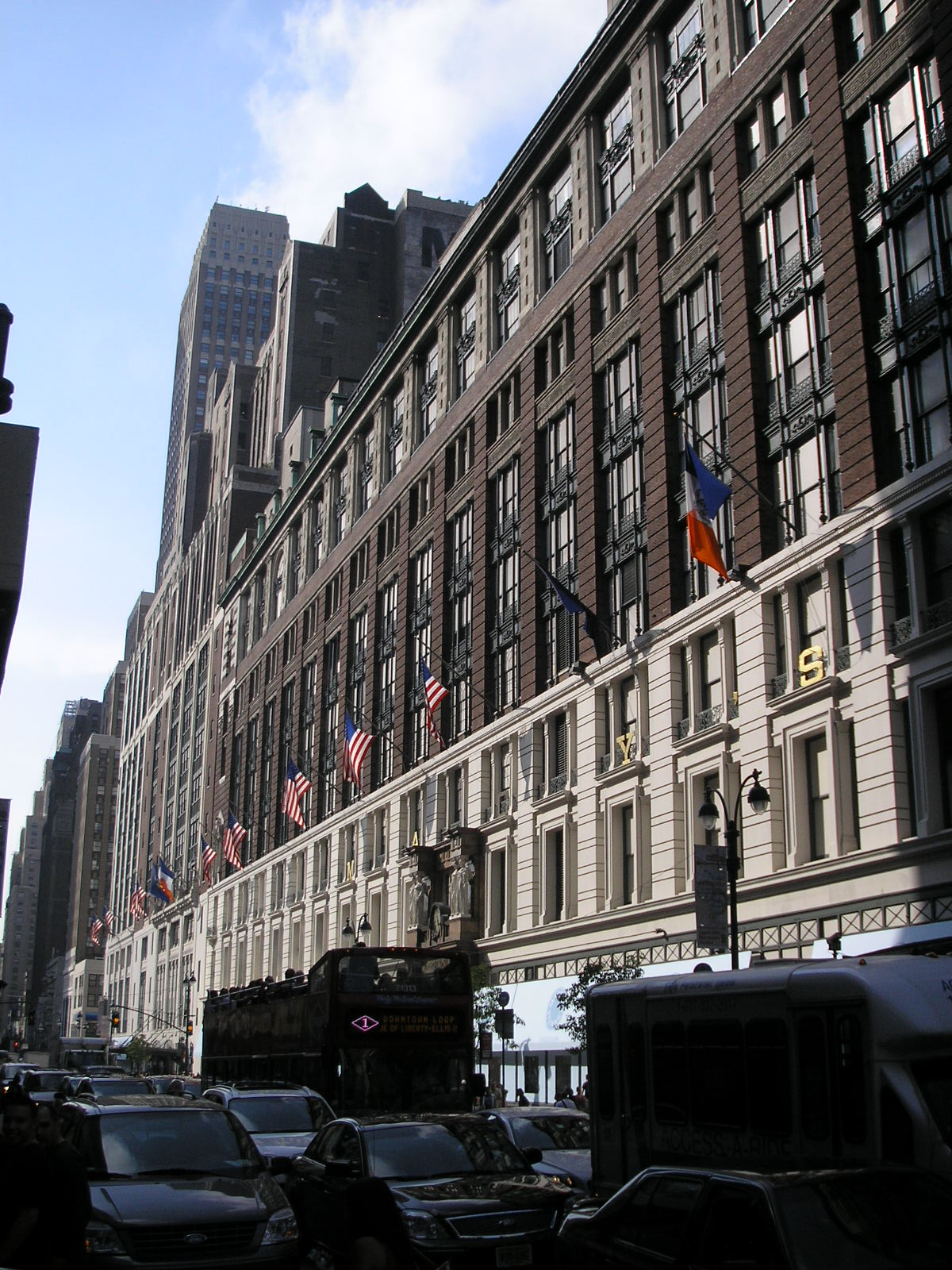
La fachada del edificio hacia la calle 34.

En 2012, Macy's empezó la primera renovación completa de su tienda insignia con un coste de 400 millones de dólares. Studio V Architecture, un estudio de arquitectura de Nueva York, era el arquitecto del plan maestro del proyecto, mientras que el exterior y la entrada fueron diseñados por Kevin Kennon Architects. La renovación se completó en noviembre de 2015, pero Macy's continúa modificando la tienda para adptarse a los cambiantes gustos de los clientes y para maximizar el rendimiento del inmueble.
En 2016, la empresa consideró añadir una o dos torres al edificio para albergar hoteles u oficinas. El año siguiente, consideró transformar la azotea del edificio en un parque. En 2019 Macy's desveló un proyecto para construir un edificio de oficinas de 110 000 m² sobre la tienda. En febrero del año siguiente, el proyecto fue modificado: la torre tendría más de 274 m de altura y 140 000 m² de superficie, incluido un sky lobby. La construcción de la torre también incluiría mejoras en los alrededores.
A partir de 2018, gracias a una asociación con el comerciante de tecnología b8ta, esta tienda de Macy's tiene una sección llamada The Market @ Macy's con espacios pop-up para nuevas marcas.

### Incidentes
En agosto de 2014, Macy's aceptó una multa de 650 000 dólares propuesta por el fiscal general de Nueva York para resolver varias denuncias de perfilado racial y detención falsa relacionados con unos veinte afroamericanos, latinos y otros clientes en la tienda de Herald Square, que habían presentado quejas en febrero de 2013. Como parte del acuerdo, el grupo comercial también aceptó introducir nuevas políticas para asegurar que todos los clientes fueran tratados igualmente con independencia de su raza.
El 1 y 2 de junio de 2020, durante las protestas por la muerte de George Floyd, «cientos» de personas saquearon Macy's Herald Square como parte de una serie de incidentes de saqueo en Midtown Manhattan. La tienda había sido cubierta con paneles el 31 de mayo en previsión de las protestas, pero los saqueadores desmontaron los paneles. Aunque los daños físicos fueron limitados, The New York Times afirmó que eran simbólicos de los problemas financieros de Macy's, consecuencia de que la tienda había sido obligada a cerrar por la pandemia de COVID-19.

## Eventos
Macy's es conocida por sus elaborados escaparates animados de Navidad en muchas tiendas de Estados Unidos, pero especialmente en la de Herald Square. Cada año presenta un tema diferente en seis ventanas en el lado de Broadway del edificio. Cada ventana incluye escaparates animados con complejos escenarios, que atraen a miles de personas. Desde 2012, las ventanas han sido diseñadas, fabricadas y animadas por Standard Transmission Productions de Red Hook (Brooklyn).
En 2007, Macy's lanzó una exposición de arte público en la tienda de Herald Square usando sus ventanas como medio para exponer piezas de varios diseñadores de moda como Misaki Kawai, Anna Sui y John F. Simon Jr. La exposición se titulaba Art Under Glass (literalmente, «arte bajo el cristal») y fue visible por el público en el verano de 2007 durante la New York Fashion Week.
Además, desde 1924 Macy's organiza el Macy's Thanksgiving Day Parade, un desfile anual de tres horas de duración que empieza a las nueve de la mañana del Día de Acción de Gracias.